# オースミハルカ
オースミハルカ（欧字名:Osumi Haruka、2000年4月2日 - ）は、日本の競走馬。主な勝ち鞍に2003年のチューリップ賞、クイーンステークス、2004年のクイーンステークス、府中牝馬ステークス。主戦騎手は川島信二。
半弟に、新潟大賞典2勝のオースミグラスワン（父グラスワンダー）がいる。

## 競走馬時代
2002年、札幌の新馬戦でデビュー。2年目の若手騎手・川島信二を背に優勝した後、クローバー賞、すずらん賞とオープン特別を連続して3着。秋になって500万下条件戦を勝利して2勝目を挙げると、オリビエ・ペリエを鞍上にGI阪神ジュベナイルフィリーズに出走し、3番人気に支持されたが7着に敗れた。
2003年はチューリップ賞から始動。中団よりやや前で競馬を進め、後の牝馬三冠馬・スティルインラブ、シーイズトウショウらを抑えて勝利する。しかしその後の桜花賞では6着、5戦振りに川島が騎乗した優駿牝馬（オークス）では10着と敗れた。その後クイーンステークスに出走。7番人気と低評価であったが、ファインモーション、テイエムオーシャンといったGI馬を向こうに初の逃げ戦法を取り、ファインモーションの追走をクビ差凌いで重賞2勝目を挙げた。秋はそのまま秋華賞に向かったが6着、続いて出走したエリザベス女王杯ではレース中に右前脚を骨折し、長期休養を余儀なくされた。
翌2004年6月、愛知杯で復帰したが最下位の18着と惨敗。しかし続く米子ステークスを2着と逃げ粘り復調の兆しを見せると、前年制したクイーンステークスに出走して逃げ切り勝ちを収め、同レース2連覇を果たした。続く府中牝馬ステークスも勝利し2連勝。有力馬の1頭としてエリザベス女王杯に再挑戦した。レースでは2番手から抜け出して粘ったが、ゴール寸前でアドマイヤグルーヴにかわされて2着となった。その後出走した阪神牝馬ステークスでは、1番人気に推されたが9着に敗れる。
5歳になり春秋1走ずつを使って3度出走したエリザベス女王杯では、観衆からどよめきが起こるほど後続を大きく離しての逃げを打ち、10馬身近いリードを保って直線に向いたが、勝利したかと思われた瞬間、今度はスイープトウショウにまたしてもゴール寸前で差し切られ、2年連続の2着となった。年末は有馬記念に出走し15着。翌年も現役を続行し、引退レースとしてヴィクトリアマイルを目標に調整されていたが、前哨戦の京都牝馬ステークスで8着に敗れ、予定を変更してこの競走を最後に競走馬を引退、繁殖入りとなった。
全22戦中17戦で手綱を取り、3つの重賞を手にした川島はオースミハルカを「ハルちゃん」と呼び、「お姫様のようです」と溺愛していた。

## 競走成績
以下の内容は、JBISサーチおよびnetkeiba.comに基づく。
| 競走日     | 競馬場 | 競走名           | 格      | 距離 （馬場） | 頭 数 | 枠 番 | 馬 番 | オッズ （人気） | 着順 | タイム （上り3F） | 着差 | 騎手        | 斤量 [kg] | 1着馬（2着馬）         | 馬体重 [kg] |
| ---------- | ------ | ---------------- | ------- | ------------- | ----- | ----- | ----- | --------------- | ---- | ----------------- | ---- | ----------- | --------- | ---------------------- | ----------- |
| 2002.08.10 | 札幌   | 2歳新馬          |         | 芝1000m（稍） | 13    | 8     | 13    | 007.50（3人）   | 01着 | R0:57.7（34.2）   | -0.7 | 0川島信二   | 51        | （グロリーレイ）       | 460         |
| 0000.08.24 | 札幌   | クローバー賞     | OP      | 芝1500m（稍） | 11    | 7     | 9     | 002.80（2人）   | 03着 | R1:31.4（36.3）   | -0.4 | 0川島信二   | 54        | ワンダーボーイ         | 450         |
| 0000.09.29 | 札幌   | すずらん賞       | OP      | 芝1200m（稍） | 12    | 1     | 1     | 003.40（2人）   | 03着 | R1:11.5（36.2）   | -0.0 | 0川島信二   | 54        | ソルティビッド         | 456         |
| 0000.10.13 | 京都   | りんどう賞       | 500万下 | 芝1400m（良） | 15    | 5     | 9     | 005.70（3人）   | 01着 | R1:21.7（35.6）   | -0.1 | 0四位洋文   | 53        | （エリモルミナス）     | 438         |
| 0000.12.01 | 阪神   | 阪神JF           | GI      | 芝1600m（良） | 18    | 2     | 4     | 011.10（3人）   | 07着 | R1:35.2（35.5）   | -0.5 | 0O.ペリエ   | 54        | ピースオブワールド     | 448         |
| 2003.03.08 | 阪神   | チューリップ賞   | GIII    | 芝1600m（稍） | 16    | 5     | 10    | 009.40（4人）   | 01着 | R1:35.9（35.9）   | -0.1 | 0安藤勝己   | 54        | （スティルインラブ）   | 440         |
| 0000.04.13 | 阪神   | 桜花賞           | GI      | 芝1600m（良） | 17    | 6     | 11    | 018.20（5人）   | 06着 | R1:34.5（35.6）   | -0.6 | 0藤田伸二   | 55        | スティルインラブ       | 440         |
| 0000.05.25 | 東京   | 優駿牝馬         | GI      | 芝2400m（良） | 17    | 5     | 10    | 057.3（10人）   | 10着 | R2:28.4（34.4）   | -0.9 | 0川島信二   | 55        | スティルインラブ       | 436         |
| 0000.08.17 | 札幌   | クイーンS        | GIII    | 芝1800m（良） | 11    | 6     | 6     | 035.20（7人）   | 01着 | R1:47.7（34.1）   | -0.0 | 0川島信二   | 52        | （ファインモーション） | 454         |
| 0000.10.19 | 京都   | 秋華賞           | GI      | 芝2000m（良） | 18    | 2     | 3     | 013.70（6人）   | 06着 | R1:59.4（35.1）   | -0.3 | 0川島信二   | 55        | スティルインラブ       | 452         |
| 0000.11.16 | 京都   | エリザベス女王杯 | GI      | 芝2200m（良） | 15    | 2     | 2     | 051.2（11人）   | 09着 | R2:12.4（37.7）   | -0.6 | 0川島信二   | 54        | アドマイヤグルーヴ     | 456         |
| 2004.06.06 | 中京   | 愛知杯           | GIII    | 芝2000m（稍） | 18    | 7     | 13    | 012.10（6人）   | 18着 | R2:08.1（43.8）   | -7.5 | 0川島信二   | 56        | メモリーキアヌ         | 464         |
| 0000.07.04 | 阪神   | 米子S            | OP      | 芝1600m（良） | 12    | 6     | 7     | 005.00（3人）   | 02着 | R1:34.4（36.0）   | -0.1 | 0秋山真一郎 | 55        | チャペルコンサート     | 464         |
| 0000.08.15 | 札幌   | クイーンS        | GIII    | 芝1800m（良） | 13    | 5     | 7     | 008.80（5人）   | 01着 | R1:47.5（35.6）   | -0.0 | 0川島信二   | 55        | （エルノヴァ）         | 470         |
| 0000.10.17 | 東京   | 府中牝馬S        | GIII    | 芝1800m（良） | 16    | 1     | 1     | 011.40（5人）   | 01着 | R1:46.2（34.2）   | -0.0 | 0川島信二   | 55        | （メイショウバトラー） | 468         |
| 0000.11.14 | 京都   | エリザベス女王杯 | GI      | 芝2200m（良） | 18    | 2     | 4     | 011.40（5人）   | 02着 | R2:13.7（34.9）   | -0.1 | 0川島信二   | 56        | アドマイヤグルーヴ     | 468         |
| 0000.12.19 | 阪神   | 阪神牝馬S        | GII     | 芝1600m（良） | 16    | 1     | 1     | 004.40（1人）   | 09着 | R1:34.6（35.5）   | -0.6 | 0川島信二   | 56        | ヘヴンリーロマンス     | 464         |
| 2005.04.24 | 福島   | 福島牝馬S        | GIII    | 芝1800m（良） | 16    | 6     | 12    | 005.90（3人）   | 04着 | R1:49.5（34.9）   | -0.5 | 0川島信二   | 58        | メイショウオスカル     | 466         |
| 0000.10.16 | 東京   | 府中牝馬S        | GIII    | 芝1800m（稍） | 17    | 1     | 2     | 007.70（4人）   | 03着 | R1:47.0（34.2）   | -0.3 | 0川島信二   | 56        | ヤマニンアラバスタ     | 470         |
| 0000.11.13 | 京都   | エリザベス女王杯 | GI      | 芝2200m（良） | 18    | 1     | 1     | 016.40（5人）   | 02着 | R2:12.6（34.8）   | -0.1 | 0川島信二   | 56        | スイープトウショウ     | 476         |
| 0000.12.25 | 中山   | 有馬記念         | GI      | 芝2500m（良） | 16    | 8     | 16    | 121.5（12人）   | 15着 | R2:33.8（37.1）   | -1.9 | 0川島信二   | 55        | ハーツクライ           | 474         |
| 2006.01.29 | 京都   | 京都牝馬S        | GIII    | 芝1600m（良） | 16    | 5     | 9     | 011.50（6人）   | 08着 | R1:34.1（34.1）   | -0.6 | 0川島信二   | 59        | マイネサマンサ         | 468         |

## 繁殖牝馬時代
引退後は生まれ故郷の鮫川啓一牧場に戻り、繁殖生活に入った。2007年に父スペシャルウィークの牝駒（オースミアザレア）が誕生し、2009年11月14日に栗東・荒川義之厩舎からデビューしたが中央では未勝利であり、2010年に岩手競馬へと移籍した。2008年にディープインパクトとの間に生まれたナリタキングロード（荒川義之厩舎、牡）が2010年11月27日にデビューし新馬戦を勝ち上がり、母として産駒初の中央での勝利となった。2012年の兵庫チャンピオンシップでオースミイチバン（父アグネスタキオン）が優勝し、産駒初の重賞制覇を果たした。2021年に父レイデオロの仔の出産を最後に繁殖牝馬を引退し、母ホッコーオウカが暮らす厩舎に移動して余生を過ごしている。
2022年から引退名馬繋養展示事業の対象馬となっている。

## 繁殖成績
|        | 馬名               | 誕生年 | 毛色   | 父                 | 性     | 馬主                         | 厩舎                                                           | 戦績                                      | 主な勝ち鞍 | 出典   |
| ------ | ------------------ | ------ | ------ | ------------------ | ------ | ---------------------------- | -------------------------------------------------------------- | ----------------------------------------- | --- | ------ |
| 初仔   | オースミアザレア   | 2007年 | 鹿毛   | スペシャルウィーク | 牝     | オースミ →岩崎商事           | 栗東・荒川義之 →水沢・佐藤晴記                                 | 10戦0勝（抹消・繁殖）                     | | [ 8 ]  |
| 2番仔  | ナリタキングロード | 2008年 | 鹿毛   | ディープインパクト | 牡     | オースミ →岡田義見           | 栗東・荒川義之 →福山・高本敏明                                 | 20戦3勝（抹消・不明）                     | | [ 11 ] |
| 3番仔  | オースミイチバン   | 2009年 | 栗毛   | アグネスタキオン   | 牡     | オースミ →白井岳             | 栗東・荒川義之 →北海道・斉藤正弘                               | 28戦4勝（抹消・乗馬 →再登録 →抹消・乗馬） | 2012年:兵庫チャンピオンシップ（JpnII） 2013年:ダイオライト記念（JpnII） 2着:2012年ユニコーンステークス（GIII） 3着:2012年名古屋グランプリ（JpnII） | [ 19 ] |
| 4番仔  | オースミミズホ     | 2010年 | 鹿毛   | スペシャルウィーク | 牝     | オースミ                     | 栗東・荒川義之                                                 | 13戦1勝（抹消・繁殖）                     | | [ 21 ] |
| 5番仔  | オースミフブキ     | 2011年 | 鹿毛   | マンハッタンカフェ | 牝     | オースミ                     | 栗東・荒川義之 →西脇・藪田辰己 →西脇・坂本和也                 | 34戦2勝（抹消・繁殖）                     | | [ 25 ] |
| 6番仔  | オースミラナキラ   | 2012年 | 鹿毛   | ハーツクライ       | 牡     | オースミ                     | 栗東・荒川義之                                                 | 17戦4勝（抹消・不明）                     | | [ 26 ] |
|        |                    | 2013年 |        | クロフネ           |        |                              |                                                                |                                           | | [ 27 ] |
|        |                    | 2014年 |        | エンパイアメーカー |        |                              |                                                                |                                           | | [ 27 ] |
| 7番仔  | オースミジョージ   | 2015年 | 黒鹿毛 | ノヴェリスト       | 牡     | オースミ →小谷昌吾 →宮崎豊治 | 西脇・坂本和也 →園田・高本友芳 →園田・稻田彰宏 →金沢・井樋一也 | 60戦3勝（抹消・不明）                     | | [ 32 ] |
| 8番仔  | オースミレーヴ     | 2016年 | 鹿毛   | ノヴェリスト       | 牡     | オースミ                     | 栗東・荒川義之 →園田・新井隆太                                 | 48戦9勝（抹消）                           | | [ 35 ] |
| 9番仔  | ナリタサーガ       | 2017年 | 鹿毛   | エピファネイア     | 牡 →騸 | オースミ                     | 栗東・荒川義之 →西脇・坂本和也                                 | 35戦2勝（抹消）                           | | [ 36 ] |
| 10番仔 | ナリタブルホーク   | 2018年 | 鹿毛   | ロードカナロア     | 牡     | オースミ                     | 栗東・松永昌博 →西脇・橋本忠明                                 | 28戦6勝（抹消）                           | | [ 37 ] |
| 11番仔 | ナリタマフディー   | 2021年 | 栗毛   | レイデオロ         | 牝     | オースミ →鮫川啓一           | 栗東・高橋亮 →水沢・佐藤雅彦                                   | 22戦1勝（現役）                           | | [ 38 ] |

- 情報は、2025年4月25日現在[39][40]。

## 血統表
| オースミハルカの血統            | オースミハルカの血統                         | オースミハルカの血統                        | （血統表の出典）                            | （血統表の出典）        |
| 父系                            | ニジンスキー系                               | ニジンスキー系                              | ニジンスキー系                              | [ § 2 ]                 |
| 父 フサイチコンコルド 1993 鹿毛 | 父の父Caerleon 1980 鹿毛                     | Nijinsky II                                 | Northern Dancer                             | Northern Dancer         |
| 父 フサイチコンコルド 1993 鹿毛 | 父の父Caerleon 1980 鹿毛                     | Nijinsky II                                 | Flaming Page                                |                         |
| 父 フサイチコンコルド 1993 鹿毛 | 父の父Caerleon 1980 鹿毛                     | Foresser                                    | Round Table                                 | Round Table             |
| 父 フサイチコンコルド 1993 鹿毛 | 父の父Caerleon 1980 鹿毛                     | Foresser                                    | Regal Gleam                                 |                         |
| 父 フサイチコンコルド 1993 鹿毛 | 父の母*バレークイーン Ballet Queen 1988 鹿毛 | Sadler's Wells                              | Northern Dancer                             | Northern Dancer         |
| 父 フサイチコンコルド 1993 鹿毛 | 父の母*バレークイーン Ballet Queen 1988 鹿毛 | Sadler's Wells                              | Fairy Bridge                                |                         |
| 父 フサイチコンコルド 1993 鹿毛 | 父の母*バレークイーン Ballet Queen 1988 鹿毛 | Sun Princess                                | *イングリッシュプリンス                     | *イングリッシュプリンス |
| 父 フサイチコンコルド 1993 鹿毛 | 父の母*バレークイーン Ballet Queen 1988 鹿毛 | Sun Princess                                | Sunny Valley                                |                         |
| 母 ホッコーオウカ 1993 鹿毛     | 母の父*リンドシェーバー 1988 鹿毛            | Alydar                                      | Raise a Native                              | Raise a Native          |
| 母 ホッコーオウカ 1993 鹿毛     | 母の父*リンドシェーバー 1988 鹿毛            | Alydar                                      | Sweet Tooth                                 |                         |
| 母 ホッコーオウカ 1993 鹿毛     | 母の父*リンドシェーバー 1988 鹿毛            | *ベーシイド Bersid                          | Cool Moon                                   | Cool Moon               |
| 母 ホッコーオウカ 1993 鹿毛     | 母の父*リンドシェーバー 1988 鹿毛            | *ベーシイド Bersid                          | Polondra                                    |                         |
| 母 ホッコーオウカ 1993 鹿毛     | 母の母ランズプロント 1974 鹿毛               | *プロント Prompt                            | Prince Taj                                  | Prince Taj              |
| 母 ホッコーオウカ 1993 鹿毛     | 母の母ランズプロント 1974 鹿毛               | *プロント Prompt                            | La Carvelle                                 |                         |
| 母 ホッコーオウカ 1993 鹿毛     | 母の母ランズプロント 1974 鹿毛               | トサモアー                                  | トサミドリ                                  | トサミドリ              |
| 母 ホッコーオウカ 1993 鹿毛     | 母の母ランズプロント 1974 鹿毛               | トサモアー                                  | 第三スターリングモア                        |                         |
| 母系(F-No.)                     | フロリースカツプ系(FN:3-l)                   | フロリースカツプ系(FN:3-l)                  | フロリースカツプ系(FN:3-l)                  | [ § 3 ]                 |
| 5代内の近親交配                 | Nearctic 5･5×5、Northern Dancer 4･4（父系）  | Nearctic 5･5×5、Northern Dancer 4･4（父系） | Nearctic 5･5×5、Northern Dancer 4･4（父系） |                         |
| 出典                            | 1. 2. 3.                                     | 1. 2. 3.                                    | 1. 2. 3.                                    | 1. 2. 3.                |

フサイチコンコルド産駒のうち、数少ない牝馬の活躍馬である。曾祖母トサモアーは1955年の阪神3歳ステークスの優勝馬で、繁殖牝馬としても優秀だった。オースミハルカの近親には宝塚記念優勝馬スズカコバンや、天皇賞（春）優勝馬リキエイカンなどの活躍馬がいる。